# Généalogie épiscopale
La généalogie épiscopale est un travail d'historiographie effectué au sein de l'Église catholique romaine. Elle consiste à reconstituer la ligne de transmission des pouvoirs et autorité d'un évêque à un autre.
Quand un évêque consacre un autre évêque, il s'établit entre eux une relation généalogique similaire à celle entre père et fils. Cette généalogie permet de justifier de la transmission spirituelle — dite succession apostolique — qui s'effectue par le biais de la consécration.

## Lignée épiscopale
- Cardinal Scipione Rebiba † (1541)
- Cardinal Giulio Antonio Santori † (1566)
- Cardinal Girolamo Bernerio, O.P. † (1586)
- Archevêque Galeazzo Sanvitale † (1604)
- Cardinal Ludovico Ludovisi † (1621)
- Cardinal Luigi Caetani † (1622)
- Cardinal Ulderico Carpegna † (1630)
- Cardinal Paluzzo Paluzzi Altieri degli Albertoni † (1666)
- Pape Benoît XIII, O.P.  † (1675)
- Pape Benoît XIV † (1724)
- Pape Clement XIII † (1743)
- Cardinal Bernardino Giraud † (1767)
- Cardinal Alessandro Mattei † (1777)
- Cardinal Pietro Francesco Galleffi † (1819)
- Cardinal Giacomo Filippo Fransoni † (1822)
- Cardinal Carlo Sacconi † (1851)
- Cardinal Edward Henry Howard † (1872)
- Cardinal Mariano Rampolla del Tindaro † (1882)
- Cardinal Antonio Vico † (1898)
- Archevêque Filippo Cortesi † (1921)
- Archevêque Zenobio Lorenzo Guilland † (1935)
- Evêque Anunciado Serafini † (1935)
- Cardinal Antonio Quarracino † (1962)
- Pape François, S.J. † (1992)

La lignée épiscopale se présente sous la forme d'une liste d'évêques, suivis (généralement entre parenthèses) de leur date d'ordination épiscopale. Pour chaque évêque de la liste, le plus ancien est l'évêque consacrant, et le suivant l'évêque consacré à cette date.
« C'est la grande réalité de la succession apostolique. Si nous disposions de tous les documents historiques, nous pourrions reconstruire la généalogie épiscopale de chaque évêque. Cela est possible pour une certaine période de temps, c'est-à-dire tant que nous pouvons trouver dans nos archives les documents qui s'y réfèrent. »
La pratique de la généalogie épiscopale se rencontre dès le Moyen Âge, où l'on voit qu'à l'occasion de l'ordination d'un nouvel évêque, ses prédécesseurs sont mentionnés pour souligner la succession apostolique et le lien affectif et spirituel qui unit l'ordonnant et l'ordonné.
Mais cette pratique n'est pas systématique, et n'était pas nécessairement documentée.
Selon les dogmes de l'Église catholique, l'évêque tenant ses pouvoirs et son autorité des apôtres, toute généalogie épiscopale devrait théoriquement pouvoir remonter jusqu'à eux et au Ier siècle.
Dans la plupart des cas, aujourd'hui, les sources paléographiques ne permettent cependant pas d'aller plus loin que le cardinal-évêque Scipione Rebiba (1504-1577). Depuis le concile de Trente, la tenue des registres paroissiaux permet des reconstitutions généalogiques beaucoup plus précises.

## Lignée et héritage
Dans le cas des lignées épiscopales, il est rare de rencontrer le nom de simples évêques, les ordonnants principaux étant le plus souvent archevêques ou surtout cardinaux, et la présence de papes y est plus fréquente que ne laisserait attendre le simple hasard statistique. Ce « succès reproductif » spirituel de la haute hiérarchie catholique s'explique par le choix du célébrant principal lors de l'ordination, invité d'honneur prestigieux et qui est normalement celui qui détient la préséance entre les concélébrants, donc souvent un archevêque déjà cardinal ou en passe de l'être, et susceptible d'être élu pape un jour.
Bien que le rite d'ordination prévoie la consécration par trois évêques, seul le célébrant principal est mentionné dans la lignée épiscopale, et non les deux co-consacrants. Cependant, la succession apostolique est valablement reçue de ces trois co-consacrants, si bien qu'elle est en fin de compte transmise par l'ensemble du collège épiscopal, et non par la seule lignée mentionnée.
Cette situation est similaire à celle rencontrée en généalogie, où le patronyme n'est transmis que par le père, mais l'héritage génétique provient des deux parents. De ce fait, certains patronymes tendent à disparaître, et comme pour les noms de famille chinois, le nombre des origines éponymes se réduit avec le temps. Inversement, du fait que chaque nouvelle génération tire son origine non pas d'un individu seul mais de plusieurs, l'ensemble des ancêtres finit par couvrir toute la population à une échelle de temps suffisamment reculée.

## Lignées généalogiques de l'Église latine

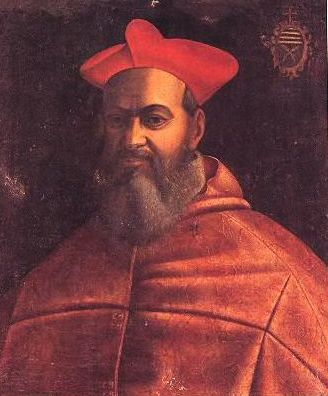
Le cardinal Scipione Rebiba.

Les généalogies épiscopales des évêques actuels remontent jusqu'à cinq origines différentes, qui sont par ordre d'ancienneté :
- Lignée Estouteville, 1440. Autrefois connue sous le nom de « ligne du chêne », car on pensait pouvoir la faire remonter au pape Sixte IV, né Francesco della Rovere (soit en français, Francis Du Chêne). Récemment, cependant, on a découvert que le pape Sixte IV a lui-même été consacré par le cardinal Guillaume d'Estouteville, le cardinal français de l'ordre de Cluny. Se rattachent à cette lignée l'archevêque de Tours Bernard-Nicolas Aubertin et vingt autres évêques et archevêques actuellement vivants.
- Lignée Rebiba, 1541. Le cardinal-évêque Scipione Rebiba (1504-1577) a probablement été consacré par le cardinal Gian Pietro Carafa, et sûrement créé cardinal par le même, devenu pape Paul IV. Mais l'absence de document sur sa consécration ne permet pas de remonter plus loin dans cette chaîne[4]. Le cardinal Rebiba étant le premier à avoir consacré un évêque de manière documentée, il est, en ce sens et en l'état actuel des connaissances historiques, à l'origine de la quasi-totalité des quatre mille évêques actuels[5], y compris donc les papes Jean-Paul II, Benoît XVI, François et Léon XIV.
Se rattache également à cette lignée Rebiba une autre branche connue sous le nom de « lignée polonaise », à laquelle se rattache notamment le pape Pie XI, que l'on croyait autonome et rattachée à ses deux premiers maillons connus Jakub Uchanski et Stanislaw Karnkowski, jusqu'à ce que des recherches généalogiques établissent que Wawrzyniec Gembicki avait en réalité été ordonné par Claudio Rangoni, de la lignée Rebiba.
- Lignée Ravizza, 1667. Plus connue sous la désignation de « lignée de Lencastre », que l'on pensait pendant longtemps ne pouvoir retracer que jusqu'au Cardinal Veríssimo de Lencastre. Il a été récemment découvert que ledit Cardinal[6] a été consacré évêque par Francesco Ravizza, titulaire de Sidon et nonce apostolique au Portugal. De ce fait, la lignée a changé de nom. Les descendants actuels de cette ligne ne sont plus que quatre : Paul Zingtung Grawng, Jean-Baptiste Somé Kpiéle, Raphaël Kusiélé Dabiré et Paul Eusèbe Mea Kaiuea.
- Lignée von Bodman, 1686. Johannes Wolfgang von Bodman (de), auxiliaire de Constance et évêque titulaire de Dardanie (de), est le fondateur éponyme de cette branche, à laquelle se rattachent actuellement une dizaine de prélats vivant.
- Lignée de Bovet, 1789. François de Bovet, archevêque de Toulouse, est à l'origine d'une petite lignée à laquelle se rattachent actuellement une dizaine de prélats vivant.